# Campbell River (Dove River)
Der Campbell River ist ein Fluss im Nordwesten des australischen Bundesstaates Tasmanien.

## Geografie
Der rund 19 Kilometer lange Fluss entspringt an den Osthängen des Mount Campbell im Nordteil des Cradle-Mountain-Lake-St.-Clair-Nationalparks. Von dort fließt er zunächst nach Osten und dann weiter nach Nordosten. Etwa fünf Kilometer südwestlich der Siedlung Lorinna mündet der Campbell River in den Dove River.